# Педро Медель
Педро Медель (ісп. Pedro Medel, 10 вересня 1991) — кубинський плавець.
Учасник Олімпійських Ігор 2008, 2012 років.